# Confessionale

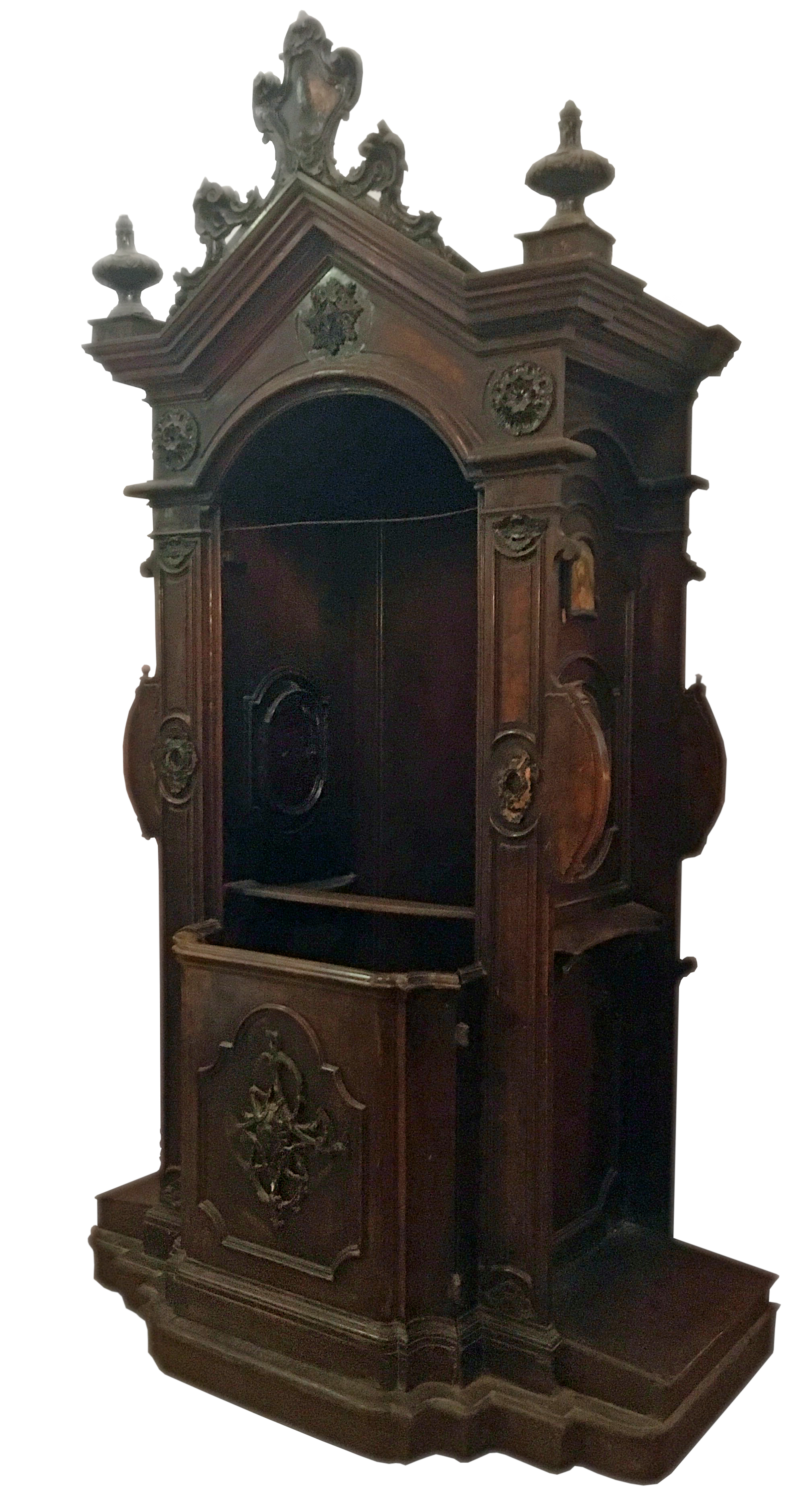
Confessionale ligneo XVIII secolo - Chiesa di San Raffaele (Napoli)

Il confessionale è un arredo, esistente nelle chiese cattoliche nel quale viene amministrato il sacramento della penitenza (detta anche "confessione", da cui il nome).
Il confessionale è entrato nell'arredo delle chiese in epoca relativamente tarda: fu il card. Carlo Borromeo (1538-84) a dare un impulso fondamentale alla sua diffusione.
In precedenza, infatti, la confessione avveniva in luoghi disparati, sovente privi di una sede idonea. San Carlo dispose di introdurre i confessionali in tutte le parrocchie della diocesi di Milano, e diede anche indicazioni sulla loro forma, in particolare per ciò che concerne la chiusura ai due lati e riguardo alla grata che doveva separare il confessore dal penitente. Da Milano il confessionale si diffuse rapidamente in tutto il mondo.

## Confessionale tradizionale

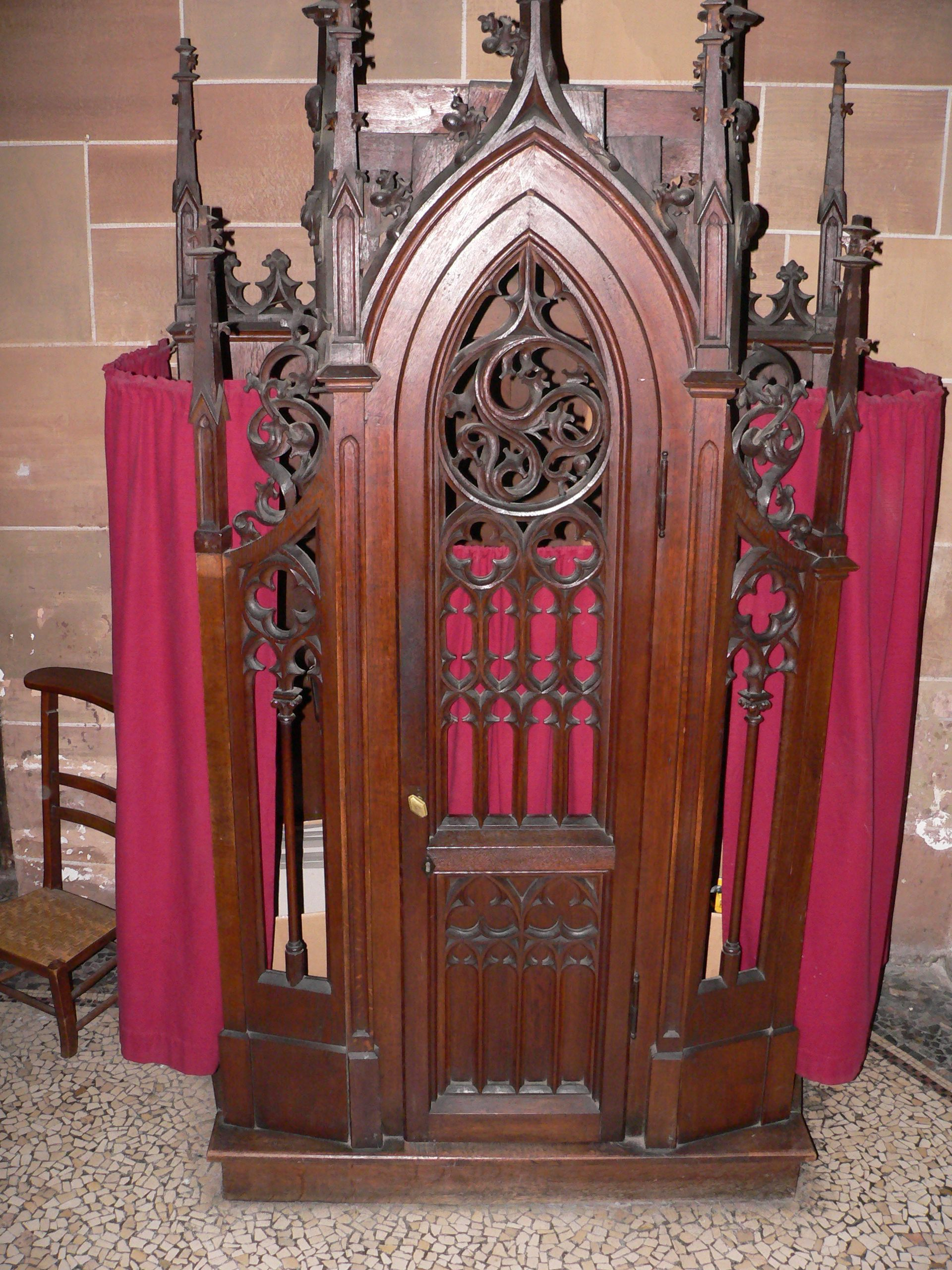
Confessionale di tipo tradizionale

Il prete e il penitente sono collocati in compartimenti separati e comunicano fra di loro per mezzo di una grata o lastra di metallo traforata.
Un crocifisso è spesso presente sopra la griglia, mentre il prete siede all'interno del confessionale e il penitente prende posto a uno dei due lati del confessionale. Il posto per i penitenti è dotato di un inginocchiatoio. Le due grate all'interno del confessionale sono protette da uno sportellino in modo che solo un penitente per volta possa essere in comunicazione con il prete. Le confessioni e le conversazioni fra il prete e il penitente vengono bisbigliate.

## Confessionale post-concilio Vaticano II

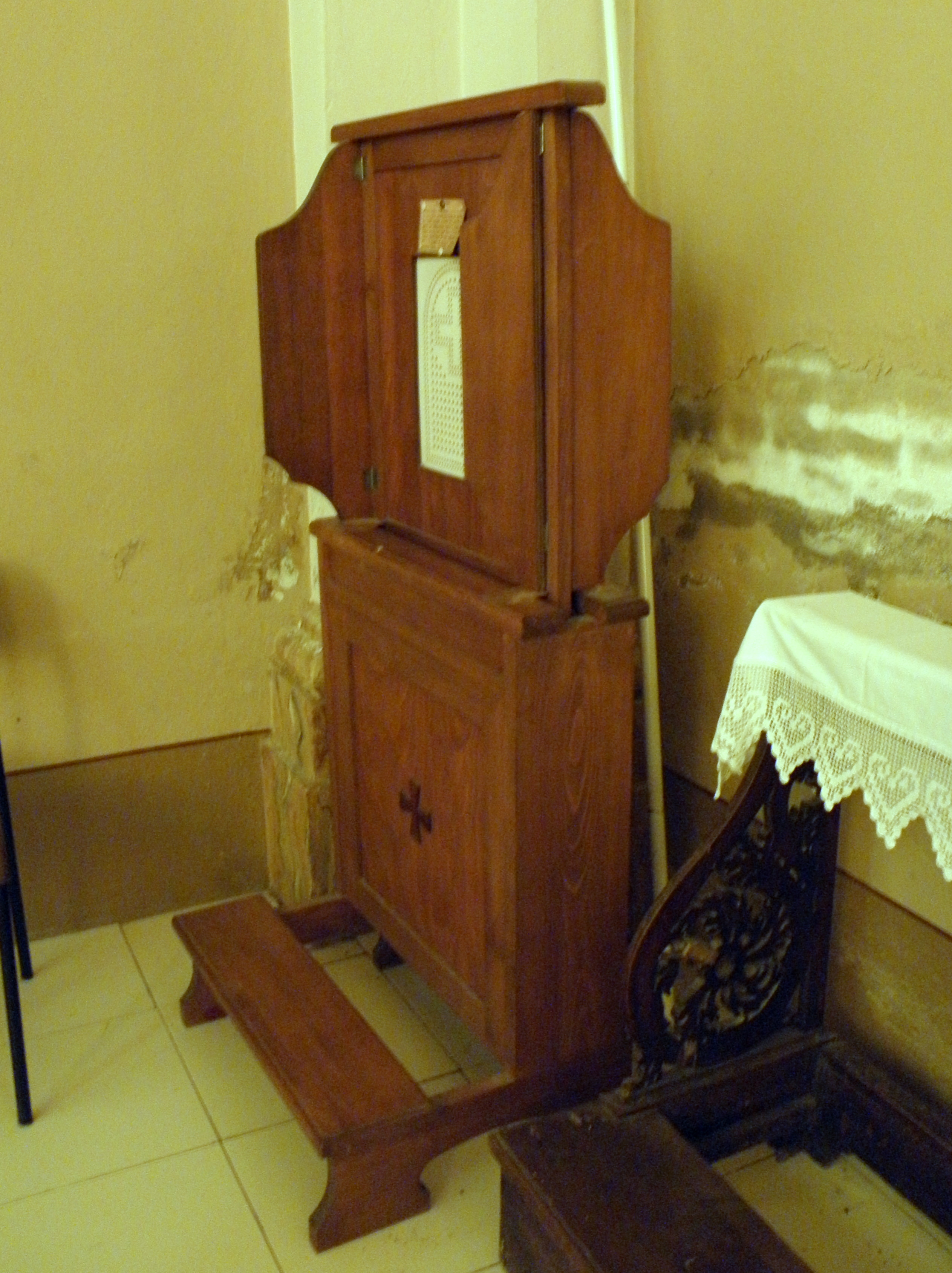
Spinazzino, frazione di Ferrara: un semplice confessionale parte dell'arredamento sacro della chiesa del Sacro Cuore di Gesù.

Dopo il Concilio ecumenico Vaticano II, il Sacramento della Penitenza è stato rivisto (Sacrosanctum Concilium, 72).
È stata consentita la confessione faccia a faccia fra il sacerdote e il penitente. I nuovi confessionali consistono in un pannello che divide la sedia su cui siede il prete dall'inginocchiatoio in cui prende posto il penitente; questo consente di mantenere l'anonimato. Esiste, però, anche la possibilità di sedere di fronte al sacerdote e fare così la confessione. Sussiste in ogni caso, almeno in linea teorica vista la loro rarità, la possibilità di continuare a ricevere il Sacramento della Penitenza nei confessionali storici o tradizionali.